# Hidróxido de oro (III)
El hidróxido de oro (III), trihidróxido de oro o hidróxido de oro es un compuesto inorgánico, un hidróxido de oro, con fórmula Au(OH)3. También se le llama ácido áurico con fórmula H3AuO3. Se deshidrata fácilmente por encima de 140 °C al óxido de oro (III). Las sales del ácido áurico se denominan auratos.
El hidróxido de oro se utiliza en medicina, en la fabricación de porcelana en el enchapado de oro y en daguerrotipos. El hidróxido de oro depositado sobre soportes adecuados se puede utilizar para la preparación de catalizadores de oro.
El hidróxido de oro es un producto de la corrosión electroquímica de la metalización del oro sometida a humedad y potencial eléctrico positivo, y es uno de los modos de fallo por corrosión de la microelectrónica. El hidróxido de oro se produce mediante metalización del oro. Cuando la capa aumenta de grosor, puede desprenderse y las partículas conductoras pueden causar cortocircuitos o vías de fuga. La disminución del grosor de la capa de oro también puede provocar un aumento de su resistencia eléctrica, lo que también puede causar fallos eléctricos. 

## Preparación y reacciones
El hidróxido de oro (III) se produce mediante la reacción del ácido cloroáurico con un álcali, como el hidróxido de sodio:
HAuCl4 + 4NaOH → Au(OH)3 + 4NaCl + H2O
El hidróxido de oro (III) reacciona con el amoníaco para producir oro fulminante, un compuesto explosivo.
También reacciona con un álcali para producir auratos (AuO2−). 